# Attentatet i St Étienne-du-Rouvray 2016
Attentatet i St Étienne-du-Rouvray 2016 var ett islamistiskt terrorattentat då två jihadister den 26 juli 2016 tog gisslan och mördade den 85-årige katolske prästen Jacques Hamel i en kyrka i Saint-Étienne-du-Rouvray i Normandie. Gärningsmännen trängde in 09:43 i kyrkan under mässan och tog gisslan. De tvingade den 87-årige Guy Coponet att filma när de dödade prästen under det att de vrålade Allahu akbar. De knivhögg Coponet som spelade död och pressade sin hand mot sitt knivsår i halsen men överlevde. De började sedan enligt vittnena diskutera Islam och Koranen med sin gisslan ur kyrkobesökarna och sjöng på arabiska.
Under mordet lyckades en nunna smita ut ur kyrkan utan att gärningsmännen märkte det. Hon stoppade en bil vars förare ringde polisen som omringade kyrkan med bland annat enheter från Brigade de Recherche et d'Intervention (BRI) i Rouen, en specialstyrka som utbildats i insatser mot organiserad brottslighet. Gärningsmännen knuffade 10:45 ut sin gisslan genom kyrkporten. De rusade samtidigt ut under nya Allahu akbar-vrål och polisen sköt ihjäl dem. Bomben de placerat i kyrkan undersöktes av bombtekniker och visade sig vara en attrapp.